# Ne merészelj eljönni a bát micvámra
A Ne merészelj eljönni a bát micvámra (eredeti cím: You Are So Not Invited to My Bat Mitzvah) 2023-ban bemutatott amerikai filmvígjáték, amelyet Sammi Cohen rendezett, Fiona Rosenbloom You Are So Not Invited to My Bat Mitzvah című regénye alapján. A főbb szerepekben Idina Menzel, Jackie Sandler, Adam Sandler, Sadie Sandler és Sunny Sandler látható.
Amerikában és Magyarországon 2023. augusztus 25-én mutatták be a Netflixen.

## Cselekmény
Stacy Friedman a közelgő bát micvájáról álmodik, többek között arról, hogy a legjobb barátnőjével, Lydia Rodriguezzel osztozik rajta, és táncolni fog szerelmével, Andy Goldfarbbal. Összetüzésbe kerül szüleivel, Bree-vel és Dannyvel a "tökéletes" parti megtervezése miatt, amelyről úgy véli, hogy meghatározza a jövőjét.
Amikor a népszerű diáklány, Kym Chang Cohen meghívja Lydiát a házába, Stacy is csatlakozik hozzá. A lányok egy magas párkányra mennek, ahol Andy és barátai találkoznak velük. Merészségből és hogy lenyűgözze Andyt, Stacy beleegyezik, hogy leugrik a párkányról a lenti vízbe. Andy és mindenki elismerésének élvezete azonban rövid életű, mivel Stacy véres maxipadját felúsztatja maga mellé. Dühös, hogy mindenki, beleértve Lydiát is, kineveti.
Miután elkezdődik az iskola, Stacy megtudja, hogy Lydia és Andy randiznak. Stacy elárulva érzi magát, nem beszél többet Lydiával, és egy névtelen csoportnak küld egy sms-t, hogy Lydiának hosszú szőr van a mellbimbóin. Stacy még egy belépő videót is szabotál, amelyet Lydia közelgő bát micvójára készített volna, megalázó személyes videoklipekkel. Ezt azonban nem küldi el.
Stacy továbbra is megpróbálja felkelteni Andy figyelmét, és ellátogat a nagymamája idősek otthonába. Idősebbnek és népszerűbbnek próbál látszani, és vitatkozik a szüleivel a bát micvójának tervezése miatt. Andy végül felajánlja Stacy-nek, hogy megadja neki az első csókot. Egy Tóra-láda függönye mögé bújva félbeszakítja őket a tanáruk, Rebecca rabbi, ami újabb veszekedéshez vezet közte és az apja között.
Lydia édesanyja, Gabi, aki nem tud Stacy és Lydia veszekedéséről, megérkezik a Friedman-házba, és elkéri Bree-től a belépő videót Lydia bát mitzvah-jára. Mivel Bree nem tudja, mit tartalmaz a videó, elküldi neki. Lydia bát micvóján a belépő videót játsszák le. Bár Stacy megpróbálja leállíttatni a videót, de már megtörtént. Amikor Lydia besétál a partijára, elszalad, és dühösen megdorgálja Stacy-t.
Stacy bát micvónapján elkezd olvasni a Tórából a Ki Tissa parsából. Látva, hogy Lydia és a szülei hiányoznak, abbahagyja, majd mindent bevall a hallgatóságnak. Szidja Andyt a rossz viselkedéséért, és azért, amiért eltávolította őt és Lydiát egymástól. Ezután apja sürgetésére befejezi a Tóraolvasást.
Ezután Stacy végigrohan a városon, hogy bocsánatot kérjen Lydiától, és meghívja őt a partijára még aznap este. Amikor Lydia és a szülei megérkeznek, meglepődnek, hogy Stacy Lydiának is bulit rendezett, és a lányok kibékülnek. Stacy táncolni kezd Matteóval, egy osztálytársával, aki érdeklődik iránta.
Valamivel később Stacy, Lydia és a barátaik süteményvásárt rendeznek, hogy segítsenek az idősek otthonának.

## Szereplők
| Szerep               | Színész            | Magyar hang             | Leírás                                                        |
| -------------------- | ------------------ | ----------------------- | ------------------------------------------------------------- |
| Bree Friedman        | Idina Menzel       | Sági Tímea              | Stacy és Ronnie anyja.                                        |
| Gabi Rodriguez Katz  | Jackie Sandler     | Zakariás Éva            | Lydia anyja.                                                  |
| Danny Friedman       | Adam Sandler       | Csőre Gábor             | Stacy és Ronnie apja.                                         |
| Ronnie Friedman      | Sadie Sandler      | Ruszkai Szonja          | Középiskolás diák és Stacy nővére.                            |
| Stacy Friedman       | Sunny Sandler      | Bartus Emese            | Középiskolás diák várja a bát micváját.                       |
| Lydia Rodriguez Katz | Samantha Lorraine  | Kobela Kíra             | Stacy félig zsidó, félig spanyol legjobb barátnője.           |
| Andy Goldfarb        | Dylan Hoffman      | Ács Balázs              | Stacy osztálytársa és szerelme.                               |
| Rebecca              | Sarah Sherman      | Peller Anna             | Rabbi.                                                        |
| DJ Schmuley          | Ido Mosseri        | Moser Károly            | Izraeli DJ, aki Lydia és Stacy bát micvóján is fellép.        |
| Eli Rodriguez        | Luis Guzmán        | Faragó András           | Lydia spanyol apja.                                           |
| Matteo               | Dean Scott Vazquez | Rostás Ábel             | Fiú, aki kedveli Stacy-t.                                     |
| Kym Chang Cohen      | Miya Cech          | Dolmány-Bogdányi Korina | Népszerű félig zsidó, félig ázsiai lány, aki Lydia barátnője. |
| Tara                 | Dylan Chloe Dash   | Mayer Szonja            | Stacy osztálytársai.                                          |
| Nikki                | Millie Thorpe      | Engel-Iván Lili         | Stacy osztálytársai.                                          |

### Magyar változat
- Magyar szöveg: Szemere Laura
- Hangmérnök és vágó: Wünsch Attila
- Gyártásvezető: Vigvári Ágnes
- Szinkronrendező: Szalay Csongor
- Produkciós vezető: Fekete Márk

A szinkront a Direct Dub Studios készítette el.

## A film készítése
2022-ben a Netflix bejelentette, hogy Fiona Rosenbloom 2005-ös ifjúsági regényét, a You Are So Not Invited to My Bat Mitzvah-t Alison Peck forgatókönyvíró adaptálja játékfilmmé Sammi Cohen rendezésében és Adam Sandler főszereplésével. 2022. június 29-én kezdődött a forgatás Torontóban és augusztus 11-ig tartott.  2022-ben az Alloy Entertainment a Happy Madison Productions mellett koprodukciós cégként vett részt a filmben.